# 施瓦本

施瓦本行政圈在神聖羅馬帝國的位置（16世紀）

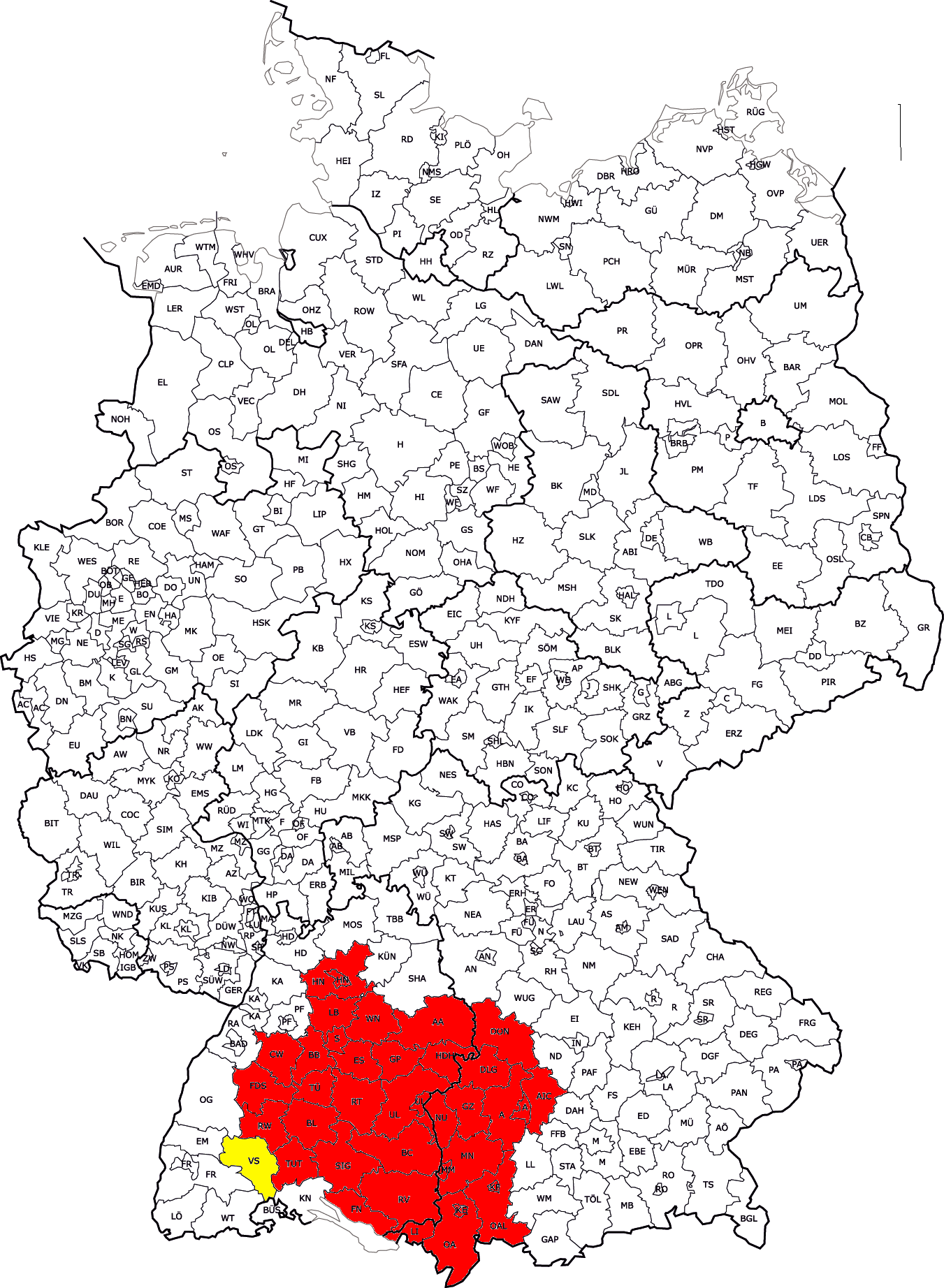
施瓦本地区在今日德國的位置。中间的黑线为巴登-符腾堡州（左）与巴伐利亞州（右）的州界

施瓦本（德語：Schwaben），又譯士瓦本、斯瓦本、史瓦本，或依英語名稱而譯為斯瓦比亞，是德国的一个文化、语言和地理區域，位於德国西南部历史地区，包括今德国巴登-符腾堡州东南部和巴伐利亚州西南部。这一名称来自于中世纪的施瓦本公国，其历史最大区域曾覆盖整个阿勒曼尼亚，即还包括如今的德国巴登地区、法国东部阿尔萨斯地区，瑞士东部以及奥地利西部的福拉尔贝格。如今的施瓦本指的是神圣罗马帝国时期的施瓦本行政圈区域。根据2006年民族语调查，施瓦本地区人口共有约750万人，而以施瓦本语为母语人口则仅有约80万人口。